# Icariella hauseri
Genre
Espèce
Icariella hauseri, unique représentant du genre Icariella, est une espèce d'araignées aranéomorphes de la famille des Linyphiidae.

## Distribution
Cette espèce est endémique de l'Égée-Septentrionale en Grèce,. Elle se rencontre sur l'île d'Ikaria.

## Description
La femelle holotype mesure 0,86 mm.

## Étymologie
Cette espèce est nommée en l'honneur de Bernd Hauser.

## Publication originale
- Brignoli, 1979 : Ragni di Grecia XI. Specie nuove o interessanti, cavernicole ed epigee. Revue suisse de Zoologie, vol. 86, no 1, p. 181-202 (texte intégral).